# 8e étape du Tour d'Espagne 2013
La 8e étape du Tour d'Espagne 2013 s'est déroulée le samedi 31 août 2013, entre Jerez de la Frontera et Estepona sur une distance de 166,6 km.

## Résultats

### Classement de l'étape
| Classement de la 8e étape | Classement de la 8e étape | Classement de la 8e étape | Classement de la 8e étape | Classement de la 8e étape |
|                           | Coureur                   | Pays                      | Équipe                    | Temps                     |
| ------------------------- | ------------------------- | ------------------------- | ------------------------- | ------------------------- |
| 1er                       | Leopold König             | Tchéquie                  | NetApp-Endura             | en 4 h 9 min 46 s         |
| 2e                        | Daniel Moreno             | Espagne                   | Katusha                   | + 1 s                     |
| 3e                        | Nicolas Roche             | Irlande                   | Saxo-Tinkoff              | + 5 s                     |
| 4e                        | Thibaut Pinot             | France                    | FDJ.fr                    | + 5 s                     |
| 5e                        | Ivan Basso                | Italie                    | Cannondale                | + 5 s                     |
| 6e                        | Bart De Clercq            | Belgique                  | Lotto-Belisol             | + 8 s                     |
| 7e                        | Igor Antón                | Espagne                   | Euskaltel Euskadi         | + 13 s                    |
| 8e                        | Alejandro Valverde        | Espagne                   | Movistar                  | + 19 s                    |
| 9e                        | Joaquim Rodríguez         | Espagne                   | Katusha                   | + 19 s                    |
| 10e                       | Rigoberto Urán            | Colombie                  | Sky                       | + 23 s                    |
| modifier                  |                           |                           |                           |                           |

### Points attribués
| Sprint intermédiaire de San Enrique de Guardiaro (km 124) | Sprint intermédiaire de San Enrique de Guardiaro (km 124) | Sprint intermédiaire de San Enrique de Guardiaro (km 124) | Sprint intermédiaire de San Enrique de Guardiaro (km 124) | Sprint intermédiaire de San Enrique de Guardiaro (km 124) |
| --------------------------------------------------------- | --------------------------------------------------------- | --------------------------------------------------------- | --------------------------------------------------------- | --------------------------------------------------------- |
|                                                           | Coureur                                                   | Pays                                                      | Équipe                                                    | Point(s)                                                  |
| 1er                                                       | Matthew Busche                                            | États-Unis                                                | RadioShack-Leopard                                        | 4                                                         |
| 2e                                                        | Dario Cataldo                                             | Italie                                                    | Sky                                                       | 2                                                         |
| 3e                                                        | Dominik Nerz                                              | Allemagne                                                 | BMC Racing                                                | 1                                                         |
| modifier                                                  |                                                           |                                                           |                                                           |                                                           |

| Sprint intermédiaire d'Estepona (km 147,3) | Sprint intermédiaire d'Estepona (km 147,3) | Sprint intermédiaire d'Estepona (km 147,3) | Sprint intermédiaire d'Estepona (km 147,3) | Sprint intermédiaire d'Estepona (km 147,3) |
| ------------------------------------------ | ------------------------------------------ | ------------------------------------------ | ------------------------------------------ | ------------------------------------------ |
|                                            | Coureur                                    | Pays                                       | Équipe                                     | Point(s)                                   |
| 1er                                        | Antonio Piedra                             | Espagne                                    | Caja Rural-Seguros RGA                     | 4                                          |
| 2e                                         | Thierry Hupond                             | France                                     | Argos-Shimano                              | 2                                          |
| 3e                                         | Dominik Nerz                               | Allemagne                                  | BMC Racing                                 | 1                                          |
| modifier                                   |                                            |                                            |                                            |                                            |

| \| Classement de l'étape \| Classement de l'étape \| Classement de l'étape \| Classement de l'étape \| Classement de l'étape \| \| --------------------- \| --------------------- \| --------------------- \| --------------------- \| --------------------- \| \| \| Coureur \| Pays \| Équipe \| Point(s) \| \| 1er \| Leopold König \| Tchéquie \| NetApp-Endura \| 25 \| \| 2e \| Daniel Moreno \| Espagne \| Katusha \| 20 \| \| 3e \| Nicolas Roche \| Irlande \| Saxo-Tinkoff \| 16 \| \| 4e \| Thibaut Pinot \| France \| FDJ.fr \| 14 \| \| 5e \| Ivan Basso \| Italie \| Cannondale \| 12 \| \| 6e \| Bart De Clercq \| Belgique \| Lotto-Belisol \| 10 \| \| 7e \| Igor Antón \| Espagne \| Euskaltel Euskadi \| 9 \| \| 8e \| Alejandro Valverde \| Espagne \| Movistar \| 8 \| \| 9e \| Joaquim Rodríguez \| Espagne \| Katusha \| 7 \| \| 10e \| Rigoberto Urán \| Colombie \| Sky \| 6 \| \| 11e \| Christopher Horner \| États-Unis \| RadioShack-Leopard \| 5 \| \| 12e \| Rafał Majka \| Pologne \| Saxo-Tinkoff \| 4 \| \| 13e \| Domenico Pozzovivo \| Italie \| AG2R La Mondiale \| 3 \| \| 14e \| Haimar Zubeldia \| Espagne \| RadioShack-Leopard \| 2 \| \| modifier \| \| \| \| \| |                    |            |                    |          |
| Classement de l'étape |                    |            |                    |          |
| | Coureur            | Pays       | Équipe             | Point(s) |
| 1er | Leopold König      | Tchéquie   | NetApp-Endura      | 25       |
| 2e | Daniel Moreno      | Espagne    | Katusha            | 20       |
| 3e | Nicolas Roche      | Irlande    | Saxo-Tinkoff       | 16       |
| 4e | Thibaut Pinot      | France     | FDJ.fr             | 14       |
| 5e | Ivan Basso         | Italie     | Cannondale         | 12       |
| 6e | Bart De Clercq     | Belgique   | Lotto-Belisol      | 10       |
| 7e | Igor Antón         | Espagne    | Euskaltel Euskadi  | 9        |
| 8e | Alejandro Valverde | Espagne    | Movistar           | 8        |
| 9e | Joaquim Rodríguez  | Espagne    | Katusha            | 7        |
| 10e | Rigoberto Urán     | Colombie   | Sky                | 6        |
| 11e | Christopher Horner | États-Unis | RadioShack-Leopard | 5        |
| 12e | Rafał Majka        | Pologne    | Saxo-Tinkoff       | 4        |
| 13e | Domenico Pozzovivo | Italie     | AG2R La Mondiale   | 3        |
| 14e | Haimar Zubeldia    | Espagne    | RadioShack-Leopard | 2        |
| modifier |                    |            |                    |          |

### Cols et côtes
| \| Alto de Peñas Blancas (km 158) 1re catégorie \| Alto de Peñas Blancas (km 158) 1re catégorie \| Alto de Peñas Blancas (km 158) 1re catégorie \| Alto de Peñas Blancas (km 158) 1re catégorie \| Alto de Peñas Blancas (km 158) 1re catégorie \| \| -------------------------------------------- \| -------------------------------------------- \| -------------------------------------------- \| -------------------------------------------- \| -------------------------------------------- \| \| \| Coureur \| Pays \| Équipe \| Point(s) \| \| 1er \| Leopold König \| Tchéquie \| NetApp-Endura \| 10 \| \| 2e \| Daniel Moreno \| Espagne \| Katusha \| 6 \| \| 3e \| Nicolas Roche \| Irlande \| Saxo-Tinkoff \| 4 \| \| 4e \| Thibaut Pinot \| France \| FDJ.fr \| 2 \| \| 5e \| Ivan Basso \| Italie \| Cannondale \| 1 \| \| modifier \| \| \| \| \| |               |          |               |          |
| Alto de Peñas Blancas (km 158) 1re catégorie |               |          |               |          |
| | Coureur       | Pays     | Équipe        | Point(s) |
| 1er | Leopold König | Tchéquie | NetApp-Endura | 10       |
| 2e | Daniel Moreno | Espagne  | Katusha       | 6        |
| 3e | Nicolas Roche | Irlande  | Saxo-Tinkoff  | 4        |
| 4e | Thibaut Pinot | France   | FDJ.fr        | 2        |
| 5e | Ivan Basso    | Italie   | Cannondale    | 1        |
| modifier |               |          |               |          |

## Classements à l'issue de l'étape

### Classement général
| Classement général | Classement général | Classement général | Classement général | Classement général  |
|                    | Coureur            | Pays               | Équipe             | Temps               |
| ------------------ | ------------------ | ------------------ | ------------------ | ------------------- |
| 1er                | Nicolas Roche      | Irlande            | Saxo-Tinkoff       | en 31 h 39 min 30 s |
| 2e                 | Christopher Horner | États-Unis         | RadioShack-Leopard | + 17 s              |
| 3e                 | Daniel Moreno      | Espagne            | Katusha            | + 17 s              |
| 4e                 | Vincenzo Nibali    | Italie             | Astana             | + 18 s              |
| 5e                 | Leopold König      | Tchéquie           | NetApp-Endura      | + 29 s              |
| 6e                 | Haimar Zubeldia    | Espagne            | RadioShack-Leopard | + 30 s              |
| 7e                 | Alejandro Valverde | Espagne            | Movistar           | + 31 s              |
| 8e                 | Rigoberto Urán     | Colombie           | Sky                | + 42 s              |
| 9e                 | Rafał Majka        | Pologne            | Saxo-Tinkoff       | + 52 s              |
| 10e                | Joaquim Rodríguez  | Espagne            | Katusha            | + 1 min 3 s         |
| modifier           |                    |                    |                    |                     |

### Classement par points
| Classement par points | Classement par points | Classement par points | Classement par points | Classement par points |
| --------------------- | --------------------- | --------------------- | --------------------- | --------------------- |
|                       | Coureur               | Pays                  | Équipe                | Point(s)              |
| 1er                   | Daniel Moreno         | Espagne               | Katusha               | 68 points             |
| 2e                    | Nicolas Roche         | Irlande               | Saxo-Tinkoff          | 54 pts                |
| 3e                    | Michael Matthews      | Australie             | Orica-GreenEDGE       | 53 pts                |
| modifier              |                       |                       |                       |                       |

### Classement du meilleur grimpeur
| Classement du meilleur grimpeur | Classement du meilleur grimpeur | Classement du meilleur grimpeur | Classement du meilleur grimpeur | Classement du meilleur grimpeur |
| ------------------------------- | ------------------------------- | ------------------------------- | ------------------------------- | ------------------------------- |
|                                 | Coureur                         | Pays                            | Équipe                          | Point(s)                        |
| 1er                             | Nicolas Roche                   | Irlande                         | Saxo-Tinkoff                    | 15 points                       |
| 2e                              | Leopold König                   | Tchéquie                        | NetApp-Endura                   | 12 pts                          |
| 3e                              | Daniel Moreno                   | Espagne                         | Katusha                         | 12 pts                          |
| modifier                        |                                 |                                 |                                 |                                 |

### Classement du combiné
| Classement du combiné | Classement du combiné | Classement du combiné | Classement du combiné | Classement du combiné |
| --------------------- | --------------------- | --------------------- | --------------------- | --------------------- |
|                       | Coureur               | Pays                  | Équipe                | Point(s)              |
| 1er                   | Nicolas Roche         | Irlande               | Saxo-Tinkoff          | 4 points              |
| 2e                    | Daniel Moreno         | Espagne               | Katusha               | 7 pts                 |
| 3e                    | Leopold König         | Tchéquie              | NetApp-Endura         | 13 pts                |
| modifier              |                       |                       |                       |                       |

### Classement par équipes
| Classement par équipes | Classement par équipes | Classement par équipes | Classement par équipes |
|                        | Équipe                 | Pays                   | Temps                  |
| ---------------------- | ---------------------- | ---------------------- | ---------------------- |
| 1re                    | Saxo-Tinkoff           | Danemark               | en 94 h 1 min 21 s     |
| 2e                     | RadioShack-Leopard     | Luxembourg             | + 13 s                 |
| 3e                     | Movistar               | Espagne                | + 58 s                 |
| modifier               |                        |                        |                        |

## Abandon
- Daniel Martin (Garmin-Sharp) : non-partant